# Maurice Simon
Pour le juge, voir Maurice Simon.
Pour les articles homonymes, voir Maurice Simon (juge) et Simon.
Maurice Simon, né le 15 janvier 1879 à Bellême et mort le 14 mai 1941 à Mortagne-au-Perche est un musicien, organiste et compositeur français.
Maurice Simon est l'oncle de Michel Simon (1923-1989), journaliste et grand résistant.

## Biographie
Aveugle, il perd la vue à l'âge de 7 ans à cause de la variole. Son père Ansbert Simon meurt alors qu'il n'a que 10 ans. Ses ancêtres originaires du canton de Bellême depuis le XVIe siècle exerçaient le métier de bordager et d'agriculteur. Son père et son grand-père étaient tous deux des cordonniers installés à Bellême.
Il apprend l'orgue à l’Institut national des jeunes aveugles, boulevard des Invalides à Paris.
Il épouse Françoise Gaulier le 30 septembre 1911 à Saint-Hilaire-lès-Mortagne. Le couple aura deux enfants : André et Rémi. Son épouse meurt en 1926 à l'hôpital psychiatrique de l'Orne à Alençon et Simon se retrouve seul avec ses deux enfants, âgés réciproquement de 12 et 6 ans. Il se remarie avec Germaine Méaunie le 4 janvier 1930 à la mairie du 7e arrondissement de Paris.
Son frère, Louis Simon, et la femme de celui-ci meurent respectivement à quelques années d'intervalle, laissant trois enfants mineurs orphelins en 1931 (dont Michel). Maurice Simon deviendra le tuteur de deux d'entre eux, René et Rolande.
Officier de l'Instruction publique et organiste titulaire de l'église Notre-Dame de Mortagne-au-Perche et de l'église Saint-Sauveur de Bellême, il meurt le 14 mai 1941 à la suite d'une chute malencontreuse, alors qu'il venait de donner des leçons à ses élèves au Mêle-sur-Sarthe. 

## Œuvres
- Scherzo, à Mme la vicomtesse de Broc, Château des Feugerets
- Les Trois Cloches